# 亞勒群島

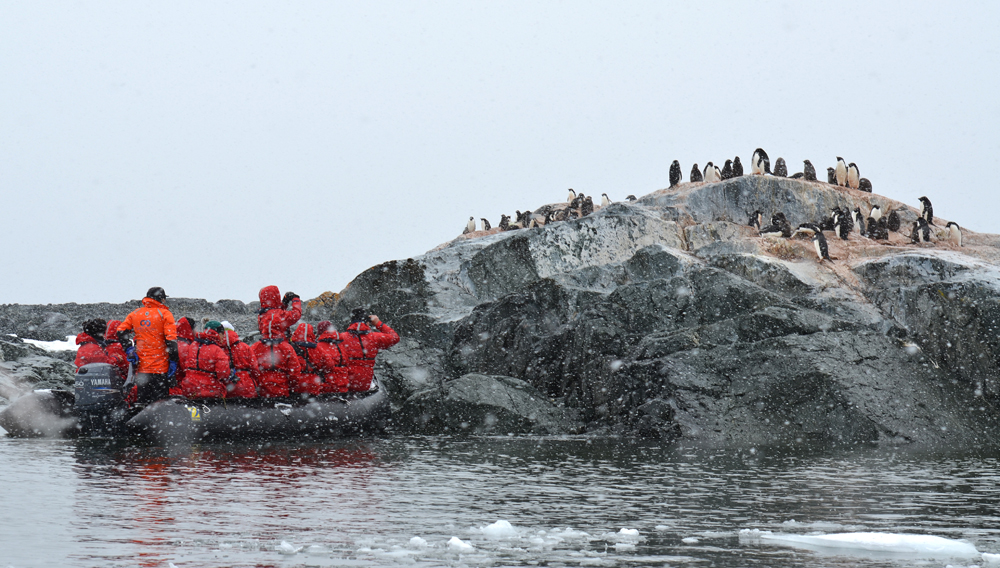

亞勒群島（英語：Yalour Islands）是南極洲的群島，屬於威廉群島的一部分，處於圖森角西北面1.6公里，長2.4公里，由讓-巴蒂斯特·夏古率領的法國探險隊發現和命名，現時由南極條約體系管理。